# Bobby Battle
Bobby Battle (Detroit, 8 januari 1944) is een Amerikaanse jazzdrummer. Soms speelt hij ook saxofoon.

## Biografie
Battle verhuisde in 1968 naar New York, waar hij speelde met Roland Kirk en Pharoah Sanders. Hij studeerde aan de New York-universiteit (1972-1975) en speelde met Don Pullen en Sam Rivers. In de jaren 80 en 90 speelde hij vaak met Arthur Blythe, tevens werkte hij met Kenny Dorham, Sonny Stitt en Sonny Fortune. In 1987 had hij een duo met Jimmy Ponder.
In 1990 kwam Battle's enige plaat onder eigen naam uit, The Offering, uitgekomen op Mapleshade. Op het album wordt hij begeleid door David Murray, Larry Willis en Santi Debriano.

## Discografie

### Als leider
- The Offering (Mapleshade, 1990)

### Als 'sideman'
Met Arthur Blythe
- Illusions (Columbia Records, 1980)
- Blythe Spirit (Columbia, 1981)
- Elaborations (Columbia, 1982)
- Light Blue: Arthur Blythe Plays Thelonious Monk (Columbia, 1983)

Met Don Pullen
- Capricorn Rising (Black Saint Records, 1975)
- Tomorrow's Promises (Atlantic Records, 1977)
- Warriors (Black Saint, 1979)
- The Sixth Sense (Black Saint, 1985)